# برونو ماسکارنهاس
برونو ماسکارنهاس (انگلیسی: Bruno Mascarenhas؛ زادهٔ ۱۶ ژوئیهٔ ۱۹۸۱) قایقران روئینگ اهل پرتغال است.